# ホイッドビー・アイランド級ドック型揚陸艦
ホイッドビー・アイランド級ドック型揚陸艦（ホイッドビー・アイランドきゅうドックがたようりくかん、英語: Whidbey Island-class dock landing ship）は、アメリカ海軍のドック型揚陸艦の艦級。
同型艦は12隻だが、後期型4隻は舟艇運用能力を削る代わりに貨物積載能力を増強したサブクラス（Cargo variant）であり、ハーパーズ・フェリー級（LSD-41 CV級）として区別されることもある。本項ではこの区分に従い、前期型8隻について記述する。

## 設計
本級は、先行するアンカレッジ級（LSD-36級）をもとに、主機関をディーゼルエンジンにするとともに、LCAC-1級エア・クッション型揚陸艇の運用に最適化して改設計したものとなっている。
船型は船首楼型で、これと一体化した上部構造物は5層と大型の箱型のものとなっている。
主機関は、V型16気筒のコルト-ピルスティク16PC2-5 V400ディーゼルエンジン4基で2軸の可変ピッチ・プロペラを駆動するCODAD方式である。

## 能力

### 輸送揚陸機能
ウェルドックは、長さ134.0メートル×15.24メートル、艦の全長の72パーセントを占めており、下記のような各種舟艇・車両を搭載できる。
- LCAC-1級エア・クッション型揚陸艇であれば4隻
- LCU-1610級汎用揚陸艇であれば3隻
- LCM(8)型機動揚陸艇であれば10隻
- AAV7装甲兵員輸送車であれば64両

また両舷には、バター・ボードなどLCAC-1級の運用を前提にした艤装が施されているほか、LCAC-1級のガスタービンエンジンの排気換気と、各種船舶の入出渠を考慮して、ヘリコプター甲板の装備位置は高くされている。漲排水のためのバラスト水は12,860トンを搭載して、漲水は15分、排水は30分で行えるとされており、漲水時の水深は、前方では1.8メートル、後方では3.0メートルとなる。
ウェルドック上に架するかたちでヘリコプター甲板が設けられている。長さ64.6メートル×幅25.3メートルを確保して、発着スポット2個が設定されており、CH-53Eの運用にも対応できる。ハンガーは備えていないが、JP-5ジェット燃料90トンを搭載している。なお、必要であればここにも上陸用舟艇の搭載が可能であり、15.24メートル型作業艇1隻、LCPL Mk.11人員揚陸艇2隻、LCVP小型揚陸艇1隻を搭載して、上部構造物直後両舷のクレーン（力量60トンと20トン）によって着揚収することができる。
ドック前方には1,214 m2の車両搭載スペースが確保されているほか、パレット化された貨物149 m3も搭載できる。揚陸部隊としては、LCAC乗員を含めて、将校27名および下士官兵375名が乗艦できるほか、必要であれば更に将校7名および下士官兵95名を追加できる。なお上陸戦時の負傷兵に対応するため、手術室1室と病床8床が設けられている。

### 個艦防御機能
対空捜索レーダーとしては、当初建造艦はAN/SPS-49(V)1を搭載していたが、5番艦以降は(V)5に更新し、AN/SPS-49(V)1を搭載している艦についてもAN/SPS-49A(V)1にアップグレードされた。
新造時の武装は、艦橋構造物上部前後に装備されたファランクスCIWSのみであったが、その後、RAM近接防空ミサイルの21連装発射機が追加装備された。また近距離で水上目標に対して使用するMk.38 25mm単装機銃は、当初は砲側照準式のmod.0ないしmod.1であったが、順次に遠隔操作式のmod.2に換装されている。
なお、2004年までに全艦がSSDS Mk.1を装備したほか、Mk.2にアップグレードして、共同交戦能力やリンク 16に対応する計画もある。

## 同型艦
| 艦番号 | 艦名                                        | 建造           | 発注            | 起工            | 進水            | 就役            | 退役           | 母港                                    |
| ------ | ------------------------------------------- | -------------- | --------------- | --------------- | --------------- | --------------- | -------------- | --------------------------------------- |
| LSD-41 | ホイッドビー・アイランド USS Whidbey Island | ロッキード     | 1981年 2月9日   | 1981年 8月4日   | 1983年 6月10日  | 1985年 2月9日   | 2022年 7月22日 | －                                      |
| LSD-42 | ジャーマンタウン USS Germantown             | ロッキード     | 1982年 3月26日  | 1982年 8月5日   | 1984年 6月29日  | 1986年 2月8日   | 2023年予定     | カリフォルニア州 サンディエゴ海軍基地   |
| LSD-43 | フォート・マクヘンリー USS Fort McHenry     | ロッキード     | 1983年 1月27日  | 1983年 6月10日  | 1986年 2月1日   | 1987年 8月8日   | 2021年 3月27日 | －                                      |
| LSD-44 | ガンストン・ホール USS Gunston Hall         | エイボンデール | 1983年 11月21日 | 1986年 5月26日  | 1987年 6月27日  | 1989年 4月22日  | 2023年予定     | バージニア州 リトルクリーク統合遠征基地 |
| LSD-45 | コムストック USS Comstock                   | エイボンデール | 1984年 11月26日 | 1986年 10月27日 | 1988年 1月15日  | 1990年 2月3日   | 2026年予定     | カリフォルニア州 サンディエゴ海軍基地   |
| LSD-46 | トーテュガ USS Tortuga                      | エイボンデール | 1984年 11月26日 | 1987年 3月23日  | 1988年 9月15日  | 1990年 11月17日 | 2023年予定     | バージニア州 リトルクリーク統合遠征基地 |
| LSD-47 | ラシュモア USS Rushmore                     | エイボンデール | 1985年 12月11日 | 1987年 11月9日  | 1989年 5月6日   | 1991年 6月1日   | 2024年予定     | 長崎県佐世保市 佐世保基地               |
| LSD-48 | アシュランド USS Ashland                    | エイボンデール | 1985年 12月11日 | 1988年 4月4日   | 1989年 11月11日 | 1992年 5月9日   | 2023年予定     | 長崎県佐世保市 佐世保基地               |